# Ari's Burger
Ari's Burger - Restaurant - Heladería - Pollería, conocido de forma simple como Ari's Burger, es un restaurante con influencia estadounidense en la Ciudad de Iquitos, localizado en la 1ra cuadra del Jirón Próspero, en el Centro Histórico de Iquitos. Apodado como «Gringolandia», está considerado como un importante punto de encuentro de turistas norteamericanos de la ciudad. El restaurante fue fundado en 1988, y mantiene un diseño retro que recuerda a los visuales arquitectónicos de los restaurantes estadounidenses en los años 50.